# 요시다 형제
요시다 형제(吉田兄弟)는 일본의 전통 악기인 샤미센을 기반으로 하는 일본의 2인조 남성 그룹으로, 형제 사이인 요시다 료이치로(일본어: 吉田 良一郎, 1977년 ~)와 요시다 켄이치(일본어: 吉田 健一, 1979년 ~)가 모여 결성하였다.

## 앨범

### 해외 발매 앨범
- 《Yoshida Brothers》 (2003)
- 《Yoshida Brothers II》 (2004)
- 《Yoshida Brothers III》 (2006)
- 《Hishou》 (2007)
- 《Best Of Yoshida Brothers》 (2008)
- 《Prism》 (2009)
- 《Ibuki》 (2010)
- 《Move》 (2010)

### 일본 국내 발매 앨범
- 《Ibuki》 (1999)
- 《Move》 (2000)
- 《Soulful》 (2002) (a.k.a. Yoshida Brothers 2003)
- 《Frontier》 (2003) (a.k.a. Yoshida Brothers II 2004)
- 《Renaissance》 (2004)